# Васіле Местекан
Васіле Местекан (5 листопада 1968) — румунський академічний веслувальник.
Срібний призер Олімпійських Ігор 1992 року в складі вісімки, учасник 1996, 2000 років.
Чемпіон світу 2001 року в складі вісімки, срібний призер 1993 (вісімки), 2000 (розпашні двійки зі стерновим) років, бронзовий призер 1999 року в складі розпашної четвірки зі стерновим.